# Дім-музей Шарля Азнавура

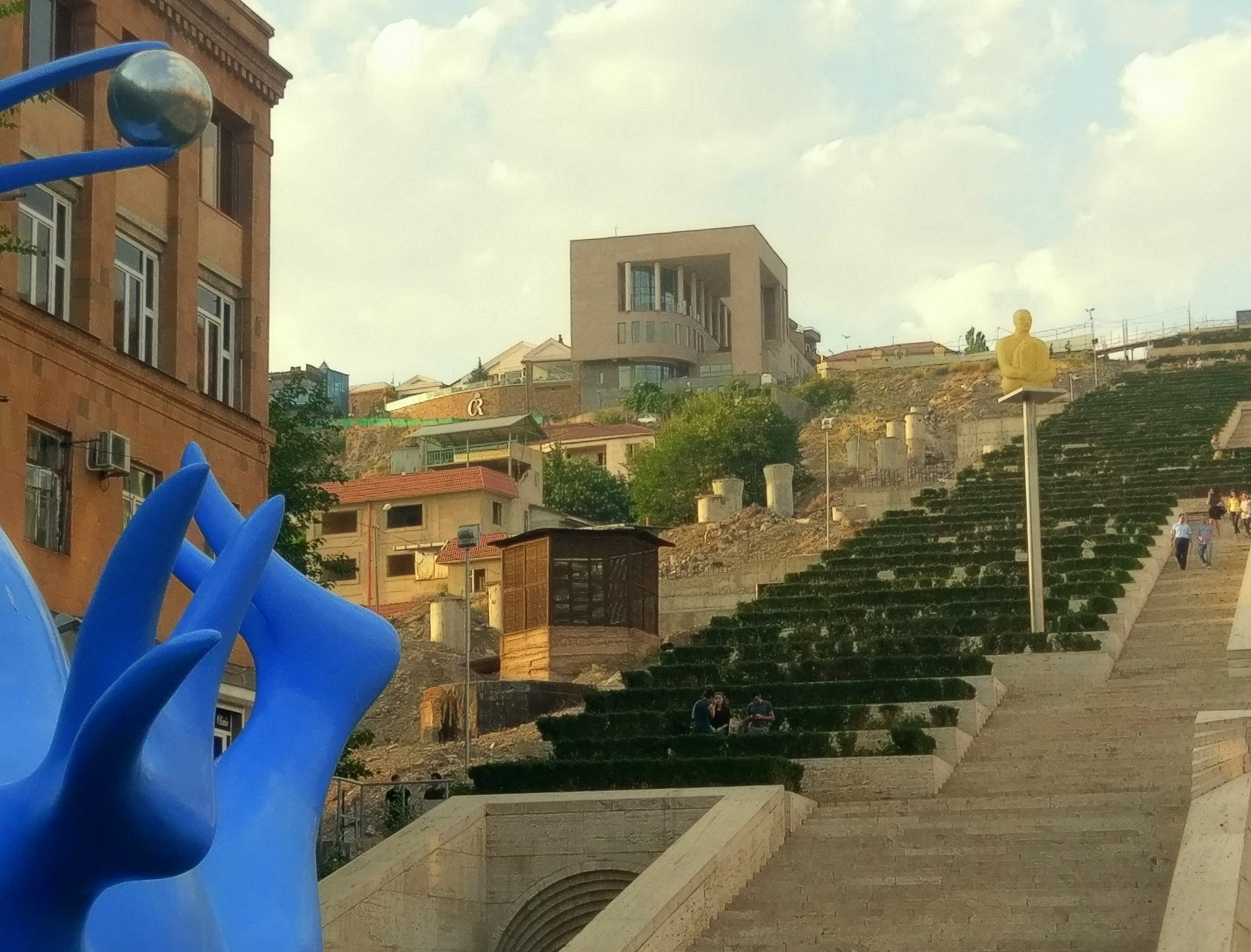
Вид на музей з «Каскаду»

Дім-музей Ша́рля Азнаву́ра — музей в Єревані, присвячений французькому шансоньє вірменського походження Шарлю Азнавуру. Відкритий у 2011 році. Розташований у п'ятиповерховому будинку біля верхнього (п'ятого) поверху «Каскаду». Крім власне музею, комплекс включає концертний зал просто неба й резиденцію Шарля Азнавура.

## Історія
Будівництво будинку-музею Шарля Азнавура почалося в 2007 році за проєктом архітектора Нарека Саркісяна. Вибір місця для музею і його проєктування відбувалося з урахуванням побажань Шарля Азнавура. На будівництво музею з державного бюджету Вірменії виділили близько 1,3 млн євро. У 2009 році будівництво в основному закінчили, проте деякий час зайняло облаштування будинку й перевезення туди особистих речей Шарля Азнавура.
Будинок-музей Шарля Азнавура урочисто відкритий 7 жовтня 2011 року. На церемонії був присутній сам Шарль Азнавур, президент Вірменії Серж Саргсян і президент Франції Ніколя Саркозі. 1 червня 2017 року відбулася церемонія передачі будинку-музею фонду Шарля Азнавура.

## Експозиція
Загальна площа будинку-музею становить близько 1 тис. м². Він містить інформацію про основні етапи життя Шарля Азнавура. Представлені документи, записи, диски, особисті книги, альбоми, нагороди, фотографії та афіші. Є інтерактивна експозиція. При музеї є концертний зал просто неба, місткістю 150 місць. Резиденція Шарля Азнавура включає зал для прийомів і дві спальні.